# Любегощинское сельское поселение
Любегощинское сельское поселение (карел. L’ubigoran kyläkunda) — упразднённое муниципальное образование в составе Весьегонского района Тверской области России.
Административный центр — село Любегощи.
Образовано в 2005 году, включило в себя территорию Любегощинского сельского округа.
Упразднено 31 мая 2019 года путём объединения всех поселений муниципального района в Весьегонский муниципальный округ.

## География
- Общая площадь: 230,6 км²
- Нахождение: западная часть Весьегонского района.
  - Граничит:
    - на северо-востоке — с Ёгонским СП
    - на востоке — с Ивановским СП
    - на юге — с Кесемским СП
    - на юго-западе — с Сандовским районом, Топоровское СП и Соболинское СП
    - на западе — с Вологодской областью, Устюженский район

Главная река — Реня, по границе с Вологодской областью — Звана.

## Экономика
Основные хозяйства: СПК «Смена», СПК «Дружба», СПК «Спутник».

## Население
| 2010 | 2011 | 2012 | 2013 | 2014 | 2015 | 2016 |
| ---- | ---- | ---- | ---- | ---- | ---- | ---- |
| 599  | ↘595 | ↘561 | ↘551 | ↘538 | ↘517 | ↘500 |
| 2017 | 2018 | 2019 |      |      |      |      |
| ↘490 | ↗504 | ↘478 |      |      |      |      |

Национальный состав: русские и тверские карелы.

## Населенные пункты
На территории поселения находятся 38 населенных пунктов.
На территории поселения находятся следующие населённые пункты:
| №  | Тип нп | Название         | Население (2008 год) |
| -- | ------ | ---------------- | -------------------- |
| 1  | село   | Любегощи         | 270                  |
| 2  | дер.   | Аблазино         | 30                   |
| 3  | дер.   | Аксениха         | 10                   |
| 4  | дер.   | Алфёрово         | 101                  |
| 5  | дер.   | Батеевка         | 21                   |
| 6  | дер.   | Болдырево        | 7                    |
| 7  | дер.   | Большое Шевелево | 0                    |
| 8  | дер.   | Борки            | 2                    |
| 9  | дер.   | Бородино         | 7                    |
| 10 | дер.   | Верхнее          | 13                   |
| 11 | дер.   | Дор              | 10                   |
| 12 | дер.   | Емельяново       | 0                    |
| 13 | дер.   | Жуково           | 25                   |
| 14 | дер.   | Звана            | 6                    |
| 15 | дер.   | Козлы            | 8                    |
| 16 | дер.   | Коник            | 28                   |
| 17 | дер.   | Красное          | 0                    |
| 18 | дер.   | Ларихово         | 7                    |
| 19 | дер.   | Левково          | 11                   |
| 20 | дер.   | Липенка          | 5                    |
| 21 | дер.   | Лошицы           | 8                    |
| 22 | дер.   | Марачиха         | 0                    |
| 23 | дер.   | Мишуткино        | 4                    |
| 24 | дер.   | Мякишево         | 0                    |
| 25 | дер.   | Нестерово        | 24                   |
| 26 | дер.   | Новоселок        | 0                    |
| 27 | дер.   | Остров           | 48                   |
| 28 | дер.   | Пограево         | 0                    |
| 29 | дер.   | Попово           | 25                   |
| 30 | дер.   | Пылево           | 0                    |
| 31 | дер.   | Сандырево        | 0                    |
| 32 | дер.   | Страшино         | 6                    |
| 33 | дер.   | Стрекачево       | 0                    |
| 34 | дер.   | Суховерхово      | 0                    |
| 35 | дер.   | Тимофеево        | 8                    |
| 36 | дер.   | Тучково          | 5                    |
| 37 | дер.   | Часовня          | 0                    |
| 38 | дер.   | Щелканиха        | 1                    |

### Бывшие населенные пункты
- Абакониха, Волницыно, Малое Шевелево, Щекино и другие.

## История
В XII—XVII вв. территория поселения относилась к Новгородской земле.
С XVIII века территория поселения входила:
- в 1708—1727 гг. в Санкт-Петербургскую (Ингерманляндскую 1708—1710 гг.) губернию, Новгородскую провинцию,
- в 1727—1775 гг. в Новгородскую губернию,
- в 1775—1796 гг. в Тверское наместничество,
- в 1796—1803 гг. в Тверскую губернию,
- в 1803—1921 гг. в Тверскую губернию, Весьегонский уезд,
- в 1921—1923 гг. в Рыбинскую губернию, Весьегонский уезд,
- в 1923—1929 гг. в Тверскую губернию, Весьегонский уезд,
- в 1929—1935 гг. в Московскую область, Весьегонский район,
- в 1935—1940 гг. в Калининскую область, Весьегонский район,
- в 1940—1949 гг. в Калининскую область, Сандовский район,
- в 1949—1990 гг. в Калининскую область, Весьегонский район,
- с 1990 в Тверскую область, Весьегонский район.

В XIX — начале XX века большинство деревень поселения относились к Любегощинской волости Весьегонского уезда.

В 1950-е годы на территории поселения существовали Аблазинский и Любегощинский сельсоветы Весьегонского района Калининской области.